# Natriciteres fuliginoides
Natriciteres fuliginoides är en ormart som beskrevs av Günther 1858. Natriciteres fuliginoides ingår i släktet Natriciteres och familjen snokar. Inga underarter finns listade i Catalogue of Life.
Arten förekommer i västra och centrala Afrika från östra Guinea och Liberia till Gabon och Kongo-Brazzaville. Den lever i träskmarker och i fuktiga skogar. Natriciteres fuliginoides simmar ofta i vattnet där den jagar groddjur och grodyngel. Dessutom äter den ryggradslösa djur. Utanför vattnet dokumenteras den vanligen i lövskiktet eller i buskar. Honor lägger ägg.
Intensivt skogsbruk och skogsavverkningar kan hota lokala populationer. I andra områden är Natriciteres fuliginoides inte sällsynt. IUCN kategoriserar arten globalt som livskraftig.